# 越南铁路D20E型柴油机车
D20E型柴油機車（越南語：Đầu máy D20E）是越南鐵路的電力傳動米軌柴油機車車型之一，亦是西門子交通集團推出的Asiarunner系列窄軌柴油機車中唯一投產的型號。此款機車主要於連接河內至胡志明市的南北鐵路上運用，以牽引貨物列車。

## 發展歷史
為迎合採用窄軌的亞洲、澳洲及南非國家非電氣化鐵路擴容的需要，西門子交通集團於2000年代初，在Eurorunner柴油機車基礎上研發了「Asiarunner」系列機車，並分為AR15（代表功率為1500千瓦）及AR20（代表功率為2000千瓦）兩款。
及後，越南鐵路總公司在2004年正式向西門子下訂16輛AR15型機車，成為本型機車唯一用家。此型機車定型為D20E型，當中「D」代表柴油機車，「E」代表電傳動。
2006年9月19-22日間，越南下訂的首輛機車在德國柏林舉行的InnoTrans鐵路博覽會首次亮相。及後，首兩輛機車以裝船運送方式，於同年12月15日交付，並由西門子交通代表及越南相關部委主持啟鑰儀式。
所有機車均已於2007年內交付。

## 技術特點

### 總體佈置
D20E型柴油機車是幹線貨用的交流傳動米軌柴油機車，採用同公司生產的Eurorunner及Eurosprinter系列機車常見的模組化設計，但採用側式走廊設計。機車由前至後分別為1端駕駛室、變流室、柴油機室（偏右）、渦輪增壓風機室及2端駕駛室。

### 柴油機
D20E型柴油機車採用MTU製12V 4000 R41型柴油機，與Eurorunner機車使用的相似，但汽缸只有12個，而輸出功率相應減少至1500千瓦。。

### 傳動系統
主傳動系統使用交—直—交流電傳動裝置，柴油機輸出的動力驅動發電機，而輸出的交流電經由變流模組轉換，以驅動六台功率為250千瓦的開放式內扇形三相誘導電動機。

### 轉向架
車底共設有兩個三軸轉向架，採用剛性懸掛。

## 重大事故
2018年5月20日下午4時20分，D20E-011機車擔當本務的ASY2次貨列，在广南省成山县境内的成山站與D11H-350牵引的2469次货运列车相撞，引致四節貨車脫軌，而兩輛機車亦嚴重損毀。

## 参看
- 越南铁路运输
- 越南铁路D19Er型柴油机车
- 越南铁路D19E型柴油机车
- Eurorunner